# ژان تامینی
ژان تأمینی (فرانسوی: Jean Tamini‎; ۹ دسامبر ۱۹۱۹ – ۱۳ مارس ۱۹۹۳) بازیکن فوتبال اهل سوئیس بود.
از باشگاه‌هایی که در آن بازی کرده‌است می‌توان به باشگاه فوتبال سروت ۱۸۹۰ و باشگاه فوتبال سن-اتین اشاره کرد.
وی همچنین در تیم ملی فوتبال سوئیس بازی کرده‌است.